# اریک مان
اریک مان (اسپانیایی: Eric Mahn‎; ۱ ژوئن ۱۹۲۵ – مارس ۲۰۰۱) بازیکن بسکتبال اهل شیلی بود. وی در بازی‌های المپیک تابستانی ۱۹۵۲ شرکت کرده‌است.